# Palača Mafra
Palača Mafra (portugalsko Palácio de Mafra), znana tudi kot palača-samostan Mafra in kraljeva stavba Mafra (Real Edifício de Mafra), je monumentalna baročna in neoklasicistična palača-samostan v Mafri na Portugalskem, 28 kilometrov od Lizbone. Gradnja se je začela leta 1717 pod portugalskim kraljem Ivanom V. in je bila v celoti zaključena leta 1755.
Palača je bila leta 1910 razvrščena kot narodni spomenik in je bila tudi finalist sedmih čudes Portugalske. 7. julija 2019 je bila kraljeva stavba Mafra – palača, bazilika, samostan, vrt Cerco in lovski park (Tapada) vpisana na Unescov seznam svetovne dediščine.

## Zgodovina
Palača, ki je služila tudi kot frančiškanski samostan, je bila zgrajena v času vladavine kralja Janeza V. (1717–1750), kot posledica zaobljube, ki jo je kralj dal leta 1711, da bo zgradil samostan, če mu bo njegova žena, kraljica Mariana, dala potomce. Rojstvo njegove prve hčerke infante Barbare Portugalske je spodbudilo začetek gradnje palače. Palača je bila na priročni lokaciji v bližini kraljevih lovskih rezervatov in je bila običajno sekundarna rezidenca kraljeve družine.
Gradnja je bila v veliki meri financirana iz prihodkov kolonij v Braziliji, kjer so zlato in nato diamante izkopali v ogromnih količinah.
Ta ogromen kompleks, večinoma zgrajen iz apnenca Lioz, je med najrazkošnejšimi baročnimi stavbami na Portugalskem in na 40.000 m² ena največjih kraljevih palač. Palača, ki jo je zasnoval nemški arhitekt Johann Friedrich Ludwig (João Frederico Ludovice), je bila zgrajena simetrično od osrednje osi, ki jo zavzema bazilika, in se po dolžini nadaljuje skozi glavno fasado do dveh velikih stolpov. Strukture samostana so za glavno fasado. Stavba vključuje tudi veliko knjižnico s približno 30.000 redkimi knjigami. Bazilika je okrašena z več italijanskimi kipi in vključuje šest zgodovinskih orgel in dva kariljona, sestavljena iz 98 zvonov.

### Gradnja
Točno mesto je bilo izbrano leta 1713 in kupljeno leta 1716. Gradnja se je začela s polaganjem prvega kamna 17. novembra 1717 z veliko slovesnostjo v navzočnosti kralja, njegovega celotnega dvora in lizbonskega kardinala patriarha.
Sprva je šlo za sorazmerno majhen projekt za samostan 13 bratov kapucinov, ki naj bi izvajali strogo revščino. Vendar, ko je tok zlata in diamantov iz portugalske kolonije Brazilije začel prihajati v Lizbono v izobilju, je kralj spremenil svoje načrte in napovedal gradnjo razkošne palače skupaj z močno povečanim samostanom. To neizmerno bogastvo je kralju omogočilo, da je bil radodaren pokrovitelj umetnosti.
Za direktorja kraljevih del v Mafri je imenoval arhitekta João Frederica Ludovica. Ludwig je študiral arhitekturo v Rimu in poznal sodobno italijansko umetnost. Obseg Ludwigove odgovornosti ni jasen, saj je bilo pri tem projektu vpletenih več drugih arhitektov: milanski gradbenik Carlos Baptista Garbo, Custódio Vieira, Manuel da Maia in celo njegov sin António. Vendar pa uporaba istega arhitekturnega sloga na celotni stavbi nakazuje delo Ludwiga kot glavnega arhitekta, odgovornega za Kraljevi urad za dela (Real Obra).
Gradnja je trajala 13 let in je mobilizirala ogromno armado delavcev iz vse države (dnevno povprečje 15.000, na koncu pa se je povzpelo na 30.000 in največ 45.000), pod poveljstvom Antónia Ludovica, sina arhitekta. Poleg tega je bilo 7000 vojakov dodeljenih za ohranjanje reda na gradbišču. S 400 kg smodnika so razstrelili skalno podlago za postavitev temeljev. Tam je bila celo bolnišnica za bolne in ranjene delavce. Med gradnjo je skupaj umrlo 1383 delavcev.
Fasada je dolga 220 metrov. Celoten kompleks obsega 37.790 m² s približno 1200 sobami, več kot 4700 vrati in okni ter 156 stopnišči.
Ko je bila stavba dokončana, jo je sestavljal samostan, ki je lahko dal zatočišče 330 bratom, skupaj s kraljevo palačo in ogromno knjižnico s 30.000 knjigami, okrašeno z marmorjem, eksotičnim lesom in neštetimi umetninami, vzetimi iz Francije, Flandrije in Italije, med katerimi je bilo šest monumentalnih orgel in dva kariljona.
Bazilika in samostan sta bila slovesno odprta na dan kraljevega 41. rojstnega dne 22. oktobra 1730. Praznovanja so trajala 8 dni in so bila takšnega obsega, kot ga na Portugalskem še ni bilo. Bazilika je bila posvečena Materi božji in sv. Antonu.
Vendar stavba ni bila dokončana. Lanterna na kupoli je bila dokončana leta 1735. Dela so se nadaljevala do leta 1755, ko je Lizbona potrebovala delovno silo zaradi uničujočega lizbonskega potresa.

### Kasnejša zgodovina
V palači ni bila stalno nastanjena kraljevina, ki je menila, da so sobe preveč mračne. Kljub temu je bila priljubljena destinacija za člane kraljeve družine, ki so uživali v lovu v bližnjem rezervatu za divjad Tapada Nacional de Mafra. V času vladavine kralja Ivana VI. je bila palača naseljena celo leto leta 1807. Kralj je poskrbel za delno prenovo stavbe, ki so jo izvedli nekateri znani umetniki. Vendar pa je s francosko invazijo na Portugalsko leta 1807 kraljeva družina pobegnila v Brazilijo in s seboj odnesla nekaj najboljših umetnin in pohištva v stavbi. Maršal Junot se je nastanil v palači, nato pa ga je vojvoda Wellingtonski izgnal.
Leta 1834, po liberalnih vojnah, je kraljica Marija II. Portugalska ukazala razpustiti verske redove in samostan so zapustili frančiškani. Med zadnjimi vladavinami rodbine Bragança je bila palača v glavnem uporabljena kot baza za lov. Leta 1849 je bil samostanski del stavbe dodeljen vojski, kar je še danes v uporabi.
Zadnji portugalski kralj Manuel II. je po razglasitvi republike 5. oktobra 1910 odšel iz palače v bližnjo obalno vas Ericeira na pot v izgnanstvo. Palača je bila leta 1907 razglašena za narodni spomenik. Trenutno stavbo ohranja portugalski Inštitut za arhitekturno dediščino, ki je izvedel več programov obnove, vključno z ohranitvijo glavne fasade. Večja obnova zgodovinskih orgel se je začela leta 1998 s sodelovanjem tujih strokovnjakov in je bila končana leta 2010. Obnova je prejela nagrado Europa Nostra 2012.

## Opis

### Fasada
Impozantna fasada, zgrajena iz lokalnega apnenca, je dolga 220 m in je obrnjena proti mestu Mafra. Na vsakem koncu fasade stoji kvadraten stolp s čebulnato kupolo, kakršne najdemo v srednji Evropi. Cerkev, zgrajena iz belega marmorja, je v središču glavne fasade, ki jo na obeh straneh simetrično obdaja kraljeva palača. Kralj, ki se je želel kosati z bliščem Rima, je za arhitekturni nasvet poiskal svojega veleposlanika v Vatikanu, ki mu je poslal pomanjšane modele pomembnih rimskih verskih stavb. Benediktalni balkon v njenem središču se jasno zrcali v balkonu bazilike svetega Petra v Rimu. Toda ta balkon je bolj namenjen kralju, kot simbolu njegove moči, kot pa blagoslovom prelata.
Cerkvena stolpa (visoka 68 m) se zgledujeta po stolpih Sant'Agnese v Agonu (rimskega baročnega arhitekta Francesca Borrominija). Njihova dva kariljona vsebujeta skupaj 92 cerkvenih zvonov, ulitih v Antwerpnu. Zgodba pravi, da so bili flamski livarji zvonov tako presenečeni nad velikostjo svojega naročila, da so prosili za plačilo vnaprej. Kralj je odvrnil s podvojitvijo ponujenega zneska. Ti kariljoni predstavljajo največjo zgodovinsko zbirko na svetu.
Oba stolpa sta povezana z dvema vrstama korintskih stebrov. V zgornji vrsti sta kipa sv. Dominika in sv. Frančiška, izklesana iz carrarskega marmorja, ki stojita v niši na vsaki strani balkona. V spodnji vrsti sta kipa svete Klare in svete Elizabete Ogrske.

### Kraljeva palača
Prostorni kraljevi apartmaji so v drugem nadstropju. Kraljeva stanovanja so na koncu palače, kraljičino stanovanje pa je 200 m stran na drugem koncu. Ta razdalja je bila tolikšna, da je, ko je kralj zapustil svoje stanovanje proti kraljičinemu stanovanju, to kraljici naznanil zvok trobente.
Ker je kralj Ivan VI., ko je kraljeva družina leta 1808 pobegnila pred napredujočo francosko vojsko v Brazilijo, s seboj vzel nekaj najboljših umetnin in pohištva v stavbi, je bilo treba večino sob preurediti v izvirnem slogu. Soba za lovske trofeje (Sala dos Troféus) je okrašena s številnimi lobanjami jelenov, pohištvo je izdelano iz rogovja in prekrito z jelenovo kožo, celo svečniki so iz jelenovega rogovja.
Galerija blagoslova (Sala da Benção) meji na zgornji nivo bazilike. Kraljeva družina se je tukaj lahko udeležila maše, sedeč pri oknu, ki se odpira v baziliko. Doprsni kip Ivana V. v tej dvorani je delo Italijana Alessandra Giustija. Prestolna soba, stražarska soba in soba boginje Diane so okrašene s freskami umetnikov, kot so Ciryllo Wolkmar Machado, Bernardo Oliveira Góis in Vieira Lusitano.

### Bazilika
Cerkev je zgrajena v obliki latinskega križa v dolžini 63 m. Je precej ozka (16,5 m), vtis pa poudari višina njene ladje (21,5 m). Preddverje (galilejska veranda) vsebuje skupino velikih skulptur iz carrarskega marmorja, ki predstavljajo zavetnike več meniških redov.
Notranjost je bogato okrašena iz lokalnega rožnatega marmorja, ki se prepleta z belim marmorjem v različnih vzorcih. Večbarvni dizajni tal se ponavljajo na stropu. Banjast obok sloni na kaneliranih korintskih polstebrih, ki stojijo med stranskima kapelama. Kapele v transeptu vsebujejo oltarne slike iz jaspisa, ki so jih izdelali kiparji iz šole Mafra. V stranskih ladjah je 58 marmornih kipov, ki so jih izdelali najboljši rimski kiparji svojega časa. Kapela Vseh svetih v transeptu je pred križiščem zaščitena z železnimi ograjami z bronastimi okraski, izdelanimi v Antwerpnu.
Na koru je veličasten velikanski svečnik s sedmimi svetilkami, ki poženejo iz ust sedmih zvitih kač. Nad glavnim oltarjem, ki sega v strop, je velikansko 4,2 m visoko razpelo iz jaspisa, ki ga obdajata dva klečeča angela, delo šole Mafra. Tudi kupola nad križiščem se je zgledovala po kupoli Sant'Agnese v Agoneju. To 70 m visoko kupolo z majhno laterno na vrhu nosijo štirje fino izklesani loki iz rožnatega in belega marmorja.
Obstaja šest orgel, od katerih so štiri v transeptu, kar predstavlja precej nenavaden ansambel. Tam sta jih zgradila Joaquim Peres Fontanes in António Xavier Machado Cerveira med letoma 1792 in 1807 (ko so francoske čete zasedle Mafro). Narejene so bile iz delno pozlačenega brazilskega lesa. Največja cev je visoka 6 m in ima premer 0,28 m. Kralj Ivan V. je naročil liturgična oblačila mojstrom vezenja iz Genove in Milana, kot sta Giuliano Saturni in Benedetto Salandri, ter iz Francije. Vrhunsko kakovost in izdelavo potrjujejo z vezenjem v zlati tehniki in uporabo svilene niti v enaki barvi.
Verske slike v baziliki in samostanu predstavljajo eno najpomembnejših zbirk 18. stoletja na Portugalskem. Med njimi so dela Italijanov Agostina Masuccija, Corrada Giaquinta, Francesca Trevisanija, Pompea Batonija in nekaterih portugalskih študentov v Rimu, kot sta Vieira Lusitano in Inácio de Oliveira Bernardes. Kiparska zbirka vsebuje dela skoraj vseh večjih rimskih kiparjev iz prve polovice 18. stoletja. Takrat je predstavljal največje posamično naročilo tuje sile v Rimu in je še vedno ena največjih obstoječih zbirk.
V baziliki imata svoj sedež župnija Mafra (Santo André de Mafra) ter Kraljeva in častitljiva bratovščina Najsvetejšega zakramenta Mafra (portugalsko Real e Venerável Irmandade do Santíssimo Sacramento de Mafra).
Papež Frančišek je 10. novembra 2020 podelil kanonično kronanje podobe Marije samotne v baziliki, ki jo varuje bratovščina Najsvetejšega zakramenta.

### Knjižnica
Rokokojska knjižnica, ki je na zadnji strani drugega nadstropja, je resnično vrhunec te palače in se po veličini kosa s knjižnico samostana Melk v Avstriji. Ta knjižnica, ki jo je zgradil Manuel Caetano de Sousa, je dolga 88 m, široka 9,5 m in visoka 13 m. Čudovita tla so prekrita s ploščicami iz rožnatega, sivega in belega marmorja. Lesene knjižne police v rokoko slogu so postavljene na stranskih stenah v dveh vrstah, ločene z balkonom z leseno ograjo. Vsebujejo več kot 36.000 zvezkov, vezanih v usnje, ki potrjujejo obseg zahodnega znanja od 14. do 19. stoletja. Med njimi je veliko dragocenih bibliografskih biserov, kot so inkunabule. Ti čudoviti zvezki so bili vezani v lokalni delavnici (Livraria) v slogu rocaille (prav tako Manuel Caetano de Sousa).
Knjižnica je znana po netopirjih, ki ščitijo knjige pred poškodbami žuželk. Kolonija netopirjev v knjižnici vključuje sive uhate netopirje in pozne netopirje.
Knjižnica je bila uporabljena v seriji Gulliverjeva potovanja (1996) kot velika vojna dvorana za cesarja Liliputa.

### Samostan
V pravokotniku za cerkvijo in palačo je samostan frančiškanskih bratov reda Arrábida (Ordem de São Francisco da Província da Arrábida) s celicami za približno 300 bratov v dolgih hodnikih v več nadstropjih. Med letoma 1771 in 1791 so ta samostan zasedli bratje puščavniki sv. Avguština.

### Kiparska šola Mafra
Kiparska šola Mafra je bila ustanovljena med vladavino portugalskega kralja Jožefa I., naslednika kralja Ivana V. Ker je Narodna palača Mafra imela veliko potrebo po kiparjih, domačih in tujih, je postala lokacija kiparske akademije, ki jo je vodil Italijan Alessandro Giusti (1715–1799).
Med učitelji je bilo več pomembnih kiparjev, kot so José de Almeida (1709–1769), Claude de Laprade (1682–1738) in Giovanni Antonio da Padova (ki je ustvaril večino kipov za katedralo v Évori).
Avguštinci iz samostana so akademiji podelili številna naročila, kar je privedlo do številnih marmornih kipov in retabel iz marmorja in jaspisa v baziliki. Ta akademija je ustvarila več generacij portugalskih kiparjev, kot je Joaquim Machado de Castro (1731–1822).

## Kulturni vpliv
Pomembna omemba gradnje palače je v romanu Baltasar in Blimunda (Memorial do Convento), ki ga je napisal portugalski Nobelov nagrajenec José Saramago. Glavni junak Baltasar, rojen v Mafri, dela na gradnji palače. Saramago podrobno opiše gradbeni proces, vključno s prevozom velikanskega kamna iz kamnoloma na gradbišče (pri čemer Baltasar pomaga), ki ga prikazuje kot mučenje za tiste, ki so pomagali zgraditi palačo.